# Styvlusern
Styvlusern (Medicago rigidula) är en ärtväxtart som först beskrevs av Carl von Linné, och fick sitt nu gällande namn av Carlo Allioni. Enligt Catalogue of Life ingår Styvlusern i släktet luserner och familjen ärtväxter, men enligt Dyntaxa är tillhörigheten istället släktet luserner och familjen ärtväxter. Arten förekommer tillfälligt i Sverige, men reproducerar sig inte. Inga underarter finns listade i Catalogue of Life.

## Bildgalleri

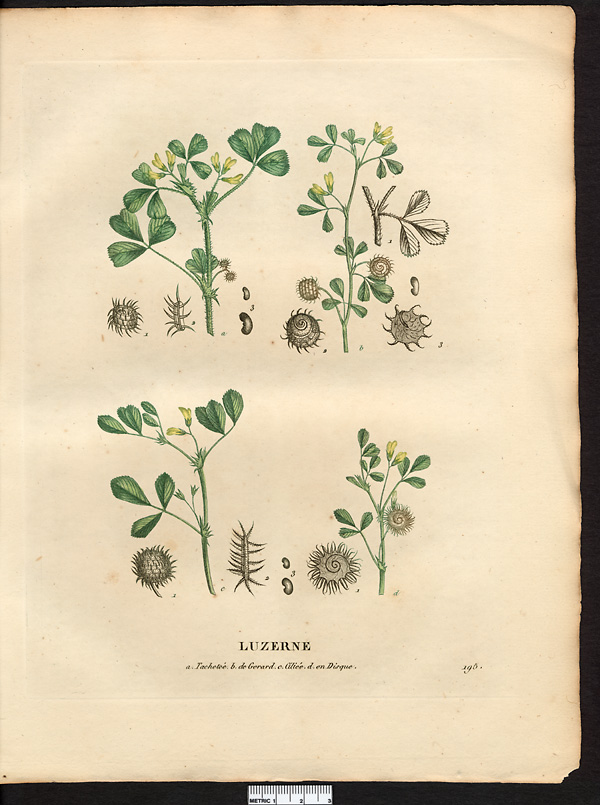
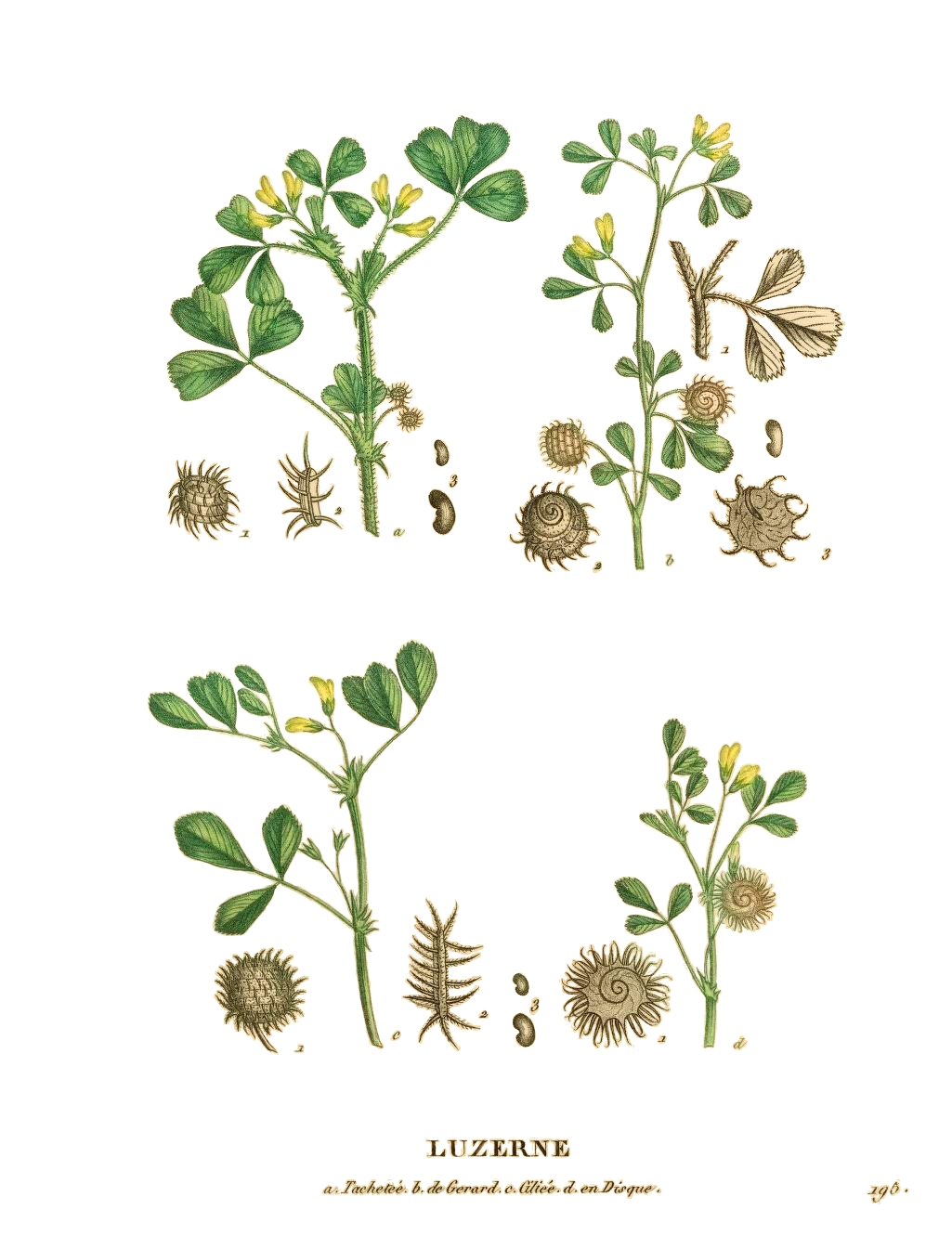
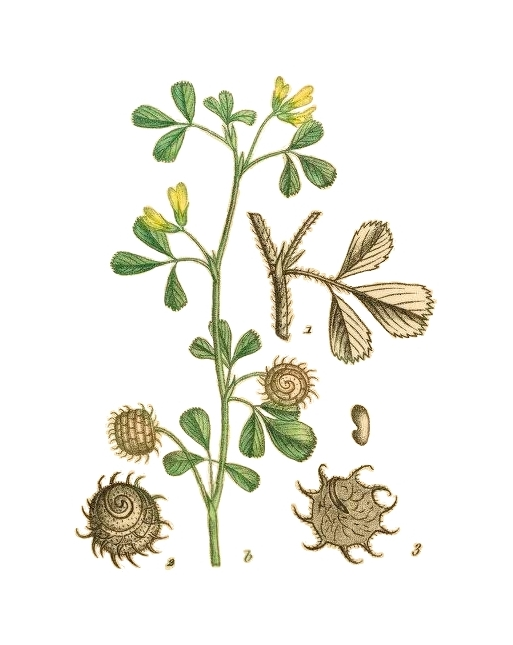
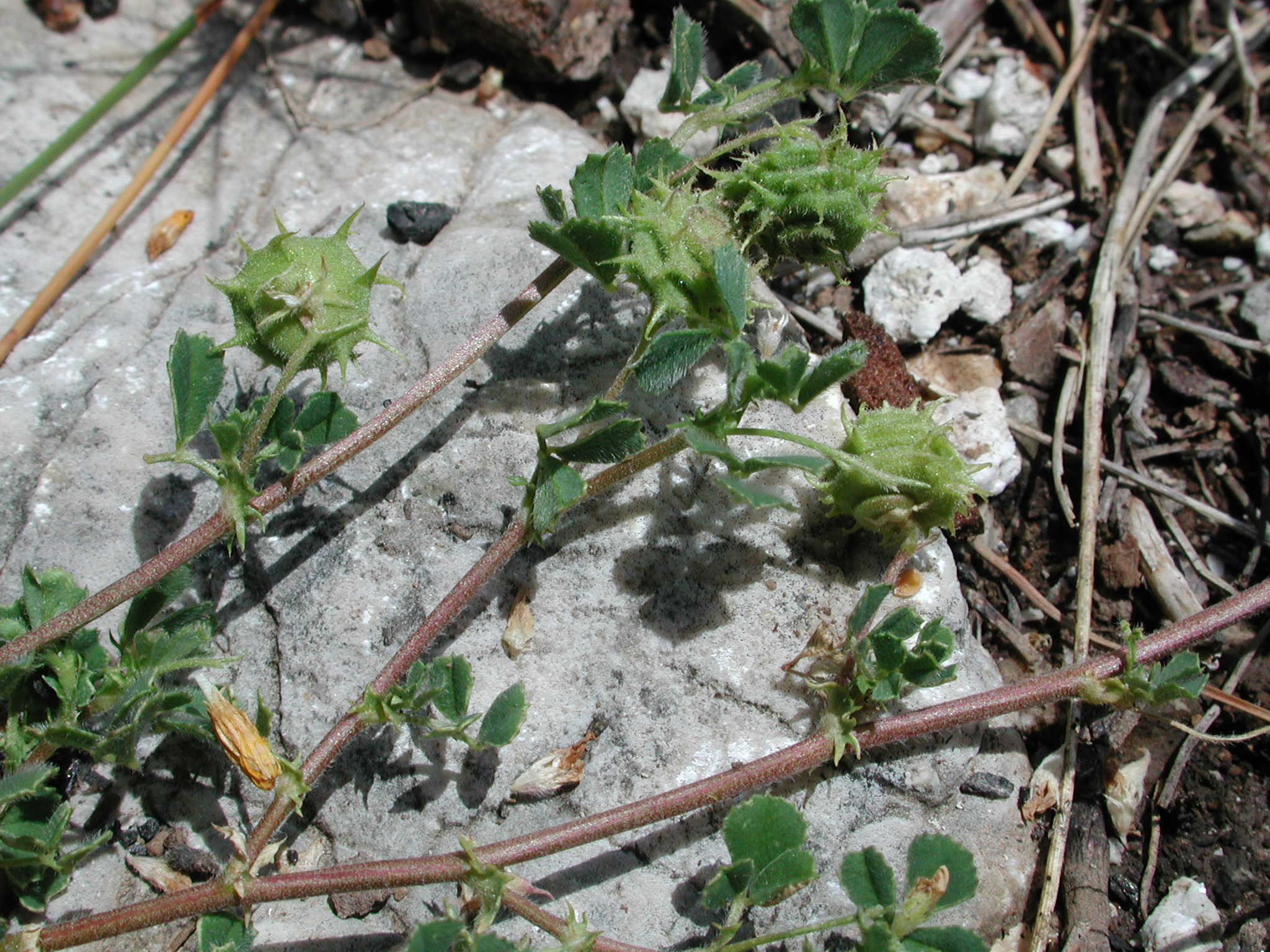